# Dragotin
Dragotin je moško osebno ime.

## Izvor imena
Ime Dragotin je tvorjeno iz pridevnika drág s pripono -otin. Možna pa je tudi izpeljava iz skrajšanih dvočlenskih imen, ki imajo sestavino drag. Na hrvaškem in srbskem jezikovnem področju mu ustreza ime Dragutin, ki je zaradi močnega priseljevanja precej pogosto tudi v Sloveniji.

## Različice imena
- moške različice imena: Dragan, Dragec, Dragi, Dragislav, Dragič, Dragiša, Dragoljub, Dragomer, Dragomil, Dragomir, Dragoslav, Dragutin, Draža, Draže, Dražen, Draženko, Dražislav, Dražigost
- ženska različica imena: Dragotina

## Pogostost imena
Po podatkih Statističnega urada Republike Slovenije je bilo na dan 31. decembra 2007 v Sloveniji število moških oseb z imenom Dragotin: 249.

## Osebni praznik
V koledarju se ime Dragotin tako kot Drago in druge različice uvršča k imenu Karel; god praznuje 28. januarja, 3. junija in 4. novembra.